# أوتشي نووفور
أوتشي نووفور (بالإنجليزية: Uche Nwofor)‏ (مواليد 17 سبتمبر 1991) هو لاعب كرة قدم. يلعب مع منتخب نيجيريا لكرة القدم. سبق له أن لعب في كأس العالم لكرة القدم مع منتخب بلاده.

## روابط خارجية
- أوتشي نووفور على موقع الاتحاد الدولي (مؤرشف)  (الإنجليزية)
- أوتشي نووفور على موقع قاعدة بيانات كرة القدم.إي يو (الإنجليزية)
- أوتشي نووفور على موقع ناشيونال فوتبول تيمز (الإنجليزية)
- أوتشي نووفور على موقع Soccerway.com (الإنجليزية)
- أوتشي نووفور على موقع عالم كرة القدم.نت (الإنجليزية)
- أوتشي نووفور على موقع كووورة
- أوتشي نووفور على موقع AS.com (الإسبانية)